# Ian Davidson (cầu thủ bóng đá, sinh năm 1947)
Ian Davidson (sinh ngày 31 tháng 1 năm 1947 ở Goole) là một cựu cầu thủ bóng đá người Anh thi đấu ở vị trí trung vệ hay tiền vệ phòng ngự ở Football League cho Hull City, Scunthorpe United, York City, Bournemouth và Stockport County.